# Communauté de communes du Pays Malicornais
La communauté de communes du Pays malicornais est une ancienne communauté de communes française, située dans le département de la Sarthe et la région Pays de la Loire.

## Histoire
La communauté de communes du Pays malicornais est créée en décembre 1994. Elle est dissoute le 31 décembre 2013. La commune de Dureil rejoint la communauté de communes de Sablé-sur-Sarthe, Courcelles-la-Forêt et Ligron celle du Pays Fléchois, Malicorne-sur-Sarthe et Mézeray celle du Val de Sarthe, Noyen-sur-Sarthe et Tassé la nouvelle communauté de communes des Pays de Loué - Vègre et Champagne.

## Composition
La communauté de communes regroupait sept communes (six du canton de Malicorne-sur-Sarthe et une du canton de Brûlon) :
1. Courcelles-la-Forêt
2. Dureil
3. Ligron
4. Malicorne-sur-Sarthe
5. Mézeray
6. Noyen-sur-Sarthe
7. Tassé

## Administration

### Liste des présidents
| Période        | Période        | Identité              | Étiquette | Qualité                       |
| -------------- | -------------- | --------------------- | --------- | ----------------------------- |
| janvier 1995   | juillet 1995   | Alain Davaze          | DvG       | Maire de Malicorne-sur-Sarthe |
| juillet 1995   | septembre 1998 | Jean-Louis Coutanceau | DvG       | Maire de Noyen-sur-Sarthe     |
| septembre 1998 | décembre 2013  | Chantal Albagli       | UMP       | Maire de Dureil (depuis 1983) |